# Carte figurative des pertes successives en hommes de l'armée française dans la campagne de Russie 1812-1813

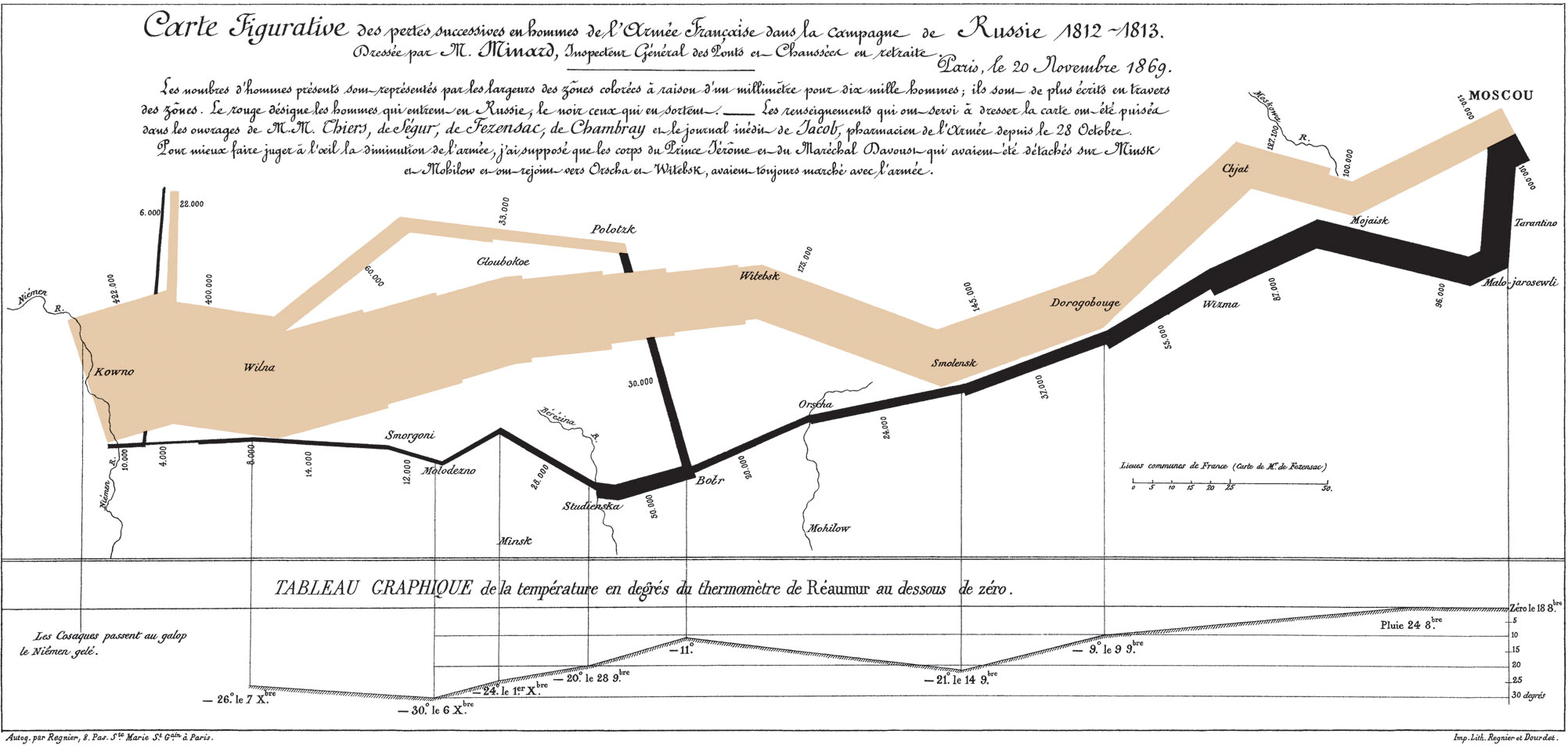
Carte figurative des pertes successives en hommes de l'armée française dans la campagne de Russie 1812-1813, publicada por Charles Minard en 1869.

El mapa figurativo de las bajas sucesivas del ejército francés en la campaña de Rusia de 1812-1813 (título original en francés: Carte figurative des pertes successives en hommes de l'armée française dans la campagne de Russie 1812-1813) es una representación gráfica de la evolución, tanto en el espacio como en efectivos, del ejército imperial francés durante la campaña rusa que fue publicada en 1869 por Charles Minard .

## Datos representados
En un gráfico bidimensional, Minard consiguió asociar cuatro variables geográficas y demográficas a lo largo del tiempo:
- la ruta seguida por el ejército imperial francés indicando los principales hitos geográficos como ríos y ciudades;
- sentido de movimiento del ejército: en marrón para el avance hasta Moscú y en negro para la retirada;
- el tamaño del ejército francés en cada momento, teniendo en cuenta las unidades que se separan de él o se unen a él, por el ancho de las flechas en marrón o negro ;
- la temperatura ambiente, más precisamente su evolución durante la retirada (en grados réaumur).

## Recepción
Étienne-Jules Marey fue el primero en destacar este dramático retrato de Minard sobre la caída de las tropas de Napoleón en la campaña de Rusia, manifestando que «desafía la pluma de los historiadores en su brutal elocuencia». Edward Tufte lo denominó «el mejor gráfico estadístico jamás dibujado», empleándolo como paradigma en su obra The Visual Display of Quantitative Information. Howard Wainer lo calificaría también como una joya de los gráficos informativos, nominándolo en su World's Champion Graph.